# Leave Me Alone (sencillo de Hanna Pakarinen)
«Leave Me Alone» es un sencillo de la cantante finlandesa Hanna Pakarinen. El sencillo pertenece al tercer álbum Lovers. La canción fue compuesta por Martti Vuorinen y Mika Huttunen, y la letra fue escrita por Martti Vuorinen y por Hanna Pakarinen. La canción también tiene un video musical.

## Eurovisión

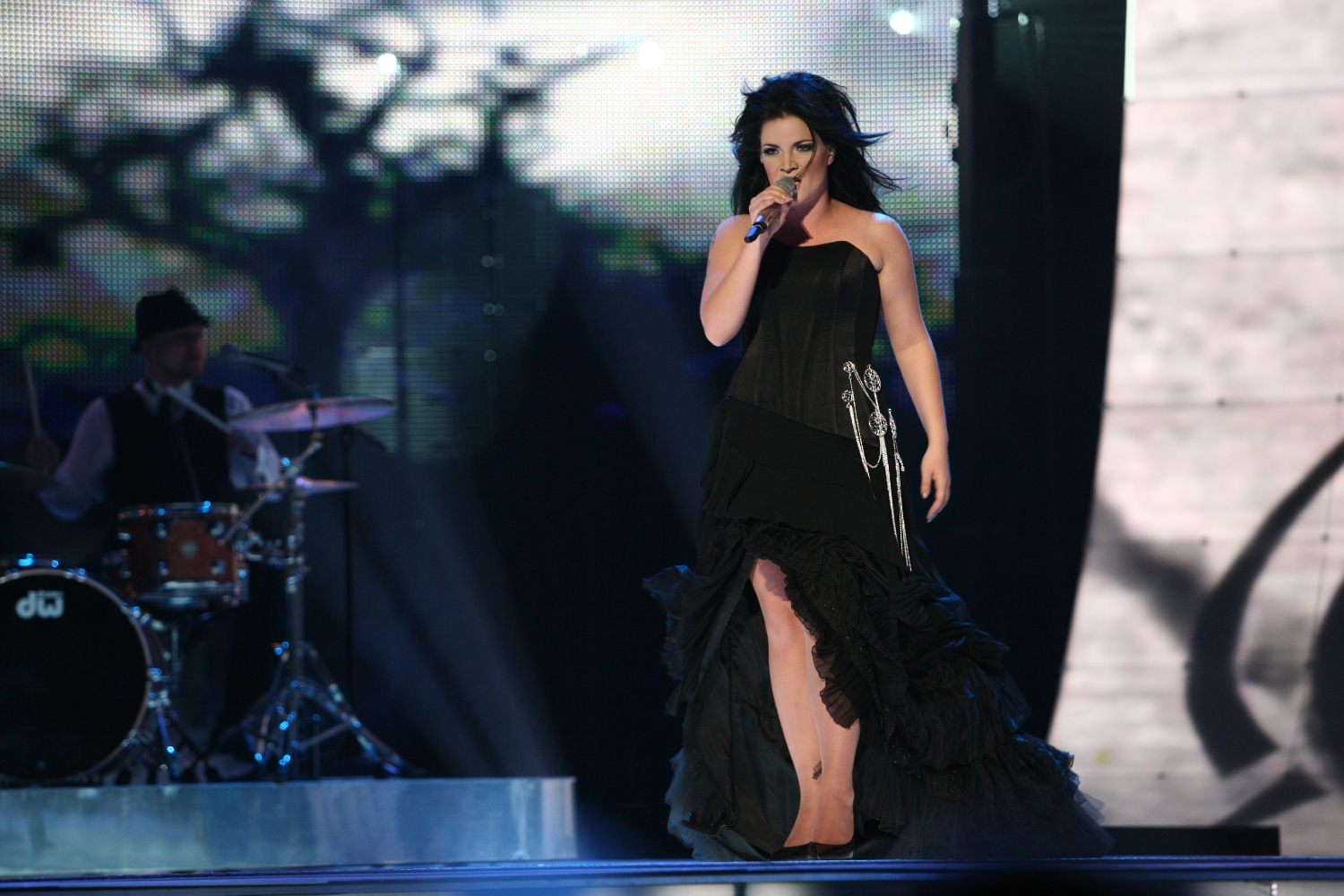
Hanna presentando Leave Me Alone en Eurovisión.

"Leave Me Alone" fue la canción participante por parte de Finlandia para el Festival de la Canción de Eurovisión 2007. La canción se clasificó directamente para la final de Eurovisión en Finlandia el 12 de mayo debido a la victoria Lordi en el Festival de la Canción de Eurovisión 2006. En la final, la canción obtuvo 53 puntos y finalizó en el puesto número 17. Sin embargo, la canción se convirtió en un gran hito en Suecia, liderando el programa de radio Tracks List durante tres semanas.

## Rendimiento
| Conteo (2007)          | Posición |
| ---------------------- | -------- |
| Listas de Finlandia    | 11       |
| Listas de Suecia       | 8        |
| Listas del Reino Unido | 122      |

## Versiones oficiales
- Versión del álbum – 3:35
- Versión para Eurovisión – 3:02
- Versión Karaoke - 3:04